# Nun komm, der Heiden Heiland BWV 61
Nun komm, der Heiden Heiland (in tedesco, "Ora vieni, salvatore delle genti") BWV 61 è una cantata di Johann Sebastian Bach.

## Storia
La cantata Nun komm, der Heiden Heiland venne composta da Bach a Weimar nel 1714 e fu eseguita il 2 dicembre dello stesso anno in occasione della prima domenica di avvento. Il libretto è tratto da testi di Martin Lutero per il primo movimento, di Erdmann Neumeister per il secondo, terzo e quinto, dall'Apocalisse di Giovanni, capitolo 3 versetto 20, per il quarto e da Philipp Nicolai per il sesto. La cantata venne replicata a Lipsia il 28 novembre 1723.
Il tema musicale deriva dall'inno Nun komm, der Heiden Heiland, composto da Martin Lutero e basato sul secondo verso del Veni, redemptor gentium di Sant'Ambrogio.

## Struttura
La cantata è composta per soprano solista, tenore solista, basso solista, coro, violino I e II, viola e basso continuo ed è suddivisa in sei movimenti:
1. Coro: Nun komm, der Heiden Heiland, per tutti.
2. Recitativo: Der Heiland ist gekommen, per tenore e continuo.
3. Aria: Komm, Jesu, komm zu deiner Kirche, per tenore, archi e continuo.
4. Recitativo: Siehe, ich stehe vor der Tür und klopfe an, per basso, archi e continuo.
5. Aria: Öffne dich, mein ganzes Herze, per soprano, archi e continuo.
6. Corale: Amen, amen, per tutti.